# Джирифалько
Джирифа́лько (итал. Girifalco) — коммуна в Италии, располагается в регионе Калабрия, подчиняется административному центру Катандзаро.
Население составляет 6394 человека (на 2004 г.), плотность населения составляет 149,8 чел./км². Занимает площадь 43,1 км². Почтовый индекс — 88024. Телефонный код — 0968.
Покровителем населённого пункта считается San Rocco. Праздник ежегодно празднуется 16 августа.